# Coeuve
Coeuve ist eine politische Gemeinde im Distrikt Porrentruy des Kantons Jura in der Schweiz. Die früheren deutschen Namen Kuef und Kufen werden heute nicht mehr verwendet.

## Geographie
Coeuve liegt auf 432 m ü. M., 5 km nordnordöstlich des Bezirkshauptorts Porrentruy (Luftlinie). Das Bauerndorf erstreckt sich in der zentralen Ajoie (deutsch Elsgau), in der breiten Talmulde des Bachs Coeuvatte, der im Dorf entspringt.
Die Fläche des 11,6 km² grossen Gemeindegebiets umfasst den oberen Teil des Coeuvatte-Tals, das in die leicht gewellte Tafeljurahochfläche der Ajoie eingetieft ist. Nach Osten reicht die Gemeindefläche auf die Höhe von Charme (bis 500 m ü. M.). Im westlichen Gemeindeteil liegen die Wälder Montorbé, Corbété und Bois de Sapins. In letzterem befindet sich mit 553 m ü. M. der höchste Punkt der Gemeinde. Das Gebiet wird von der Coeuvatte zur Allaine entwässert. Von der Gemeindefläche entfielen 1997 4 % auf Siedlungen, 38 % auf Wald und Gehölze und 58 % auf Landwirtschaft.
Zu Coeuve gehören der Weiler Sur le Mont, 536 m ü. M. auf dem Höhenrücken zwischen dem Allaine- und dem Coeuvatte-Tal, sowie mehrere Einzelhöfe. Nachbargemeinden von Coeuve sind Porrentruy, Courchavon, Basse-Allaine, Damphreux-Lugnez, Vendlincourt und Alle.

## Bevölkerung
Mit 721 Einwohnern (Stand 31. Dezember 2023) gehört Coeuve zu den mittelgrossen Gemeinden des Kantons Jura. Von den Bewohnern sind 95,3 % französischsprachig, 2,8 % deutschsprachig und 0,8 % portugiesischsprachig (Stand 2000). Die Bevölkerungszahl von Coeuve belief sich 1850 auf 630 Einwohner, 1900 auf 757 Einwohner. Danach nahm die Einwohnerzahl bis 1990 auf 557 Personen ab. Seither wurde wieder ein leichter Anstieg verzeichnet.

## Wirtschaft
Coeuve ist dank der fruchtbaren Böden in der Umgebung noch stark landwirtschaftlich geprägt. Da es nur verhältnismässig wenig Arbeitsplätze im lokalen Kleingewerbe ausserhalb des primären Sektors gibt, sind viele Erwerbstätige Wegpendler; diese arbeiten vor allem in der Region Porrentruy.

## Verkehr
Die Gemeinde liegt an einer Regionalstrasse, die von Porrentruy durch Coeuve nach Frankreich führt. Durch einen Postautokurs, der auf der Strecke von Porrentruy nach Beurnevésin verkehrt, ist Coeuve an den öffentlichen Verkehr angeschlossen.

## Geschichte
Der Fund von ungefähr 600 römischen Silbermünzen aus dem 3. Jahrhundert nach Christus auf dem Gemeindegebiet bei Cras Roquet zeugt von einer Besiedlung bereits zur Römerzeit. Das Dorf wird 1136 erstmals als Cova erwähnt. Coeuve teilte die wechselvolle Geschichte der Ajoie, die 1271 zum ersten Mal an das Fürstbistum Basel kam. Im 16. Jahrhundert wurde es Hauptort einer der fünf Meiereien (mairies) in der Ajoie. Während der Unruhen von 1730 bis 1740 revoltierten die Dorfbewohner gegen die fürstbischöfliche Obrigkeit. Von 1793 bis 1815 gehörte Coeuve zu Frankreich und war anfangs Teil des Département du Mont-Terrible, ab 1800 mit dem Département Haut-Rhin verbunden. Durch den Entscheid des Wiener Kongresses kam der Ort 1815 an den Kanton Bern und am 1. Januar 1979 an den neu gegründeten Kanton Jura.

## Sehenswürdigkeiten
Das Dorf entwickelte sich an der quer durch das Coeuvatte-Tal verlaufenden Achse zwischen der Kirche und dem Schloss. Die Pfarrkirche Saint-Jean-devant-la-Porte-Latine wurde 1825 neu gebaut unter Einbezug des mächtigen Quadersteinturms des Vorgängerbaus aus dem 13. und 14. Jahrhundert. Die Kirchenfenster sind im gotischen Stil gehalten, während die Glasscheiben von 1946 stammen. Im Schloss, dessen Ursprünge in das 16. Jahrhundert zurückgehen, ist heute ein landwirtschaftlicher Gutsbetrieb untergebracht. Eine Besonderheit von Coeuve stellt das Waschhaus aus dem 18. Jahrhundert dar, das an der gefassten Quelle der Coeuvatte steht und 1973 in die Liste der historischen Denkmäler aufgenommen wurde.

## Galerie

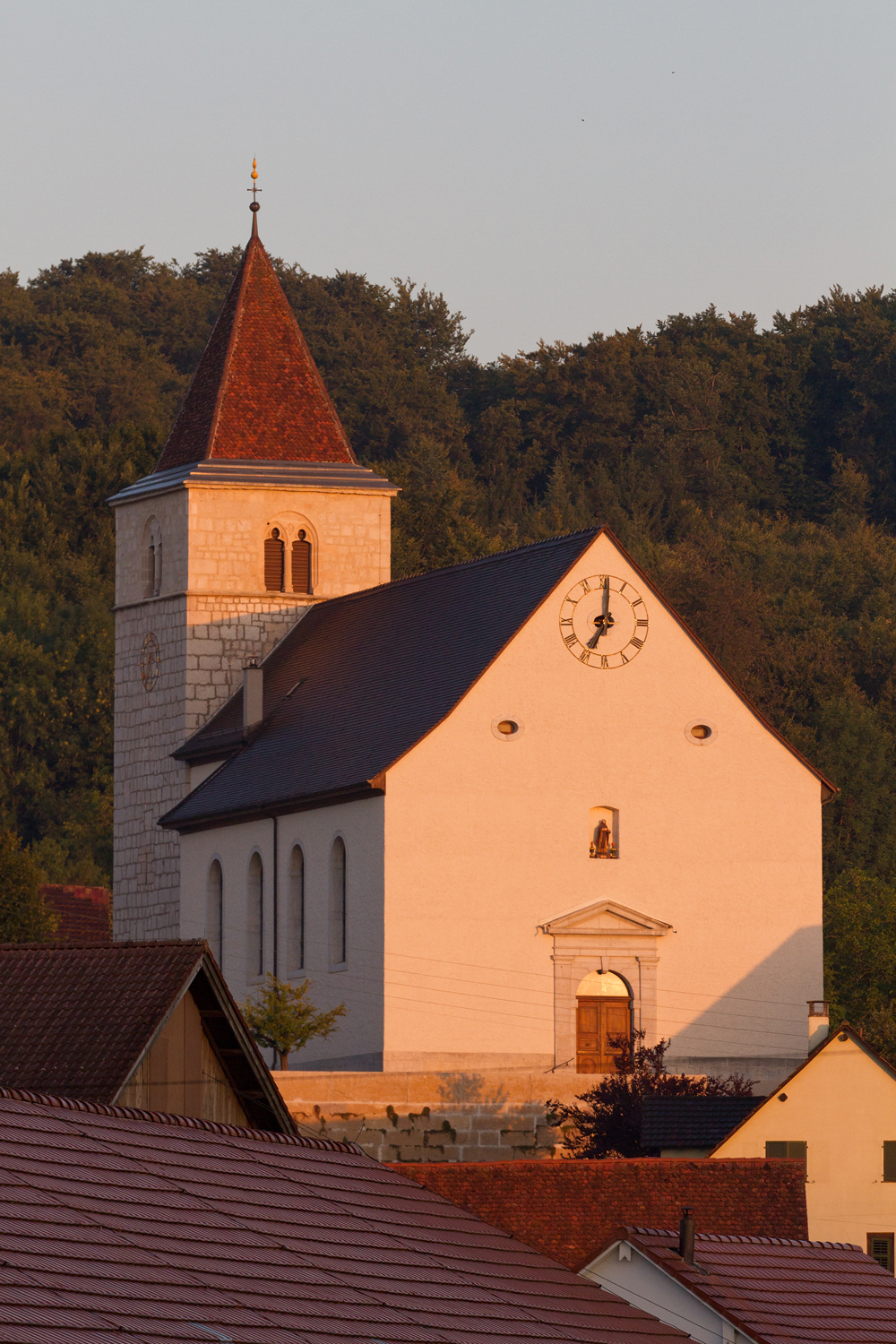
Pfarrkirche
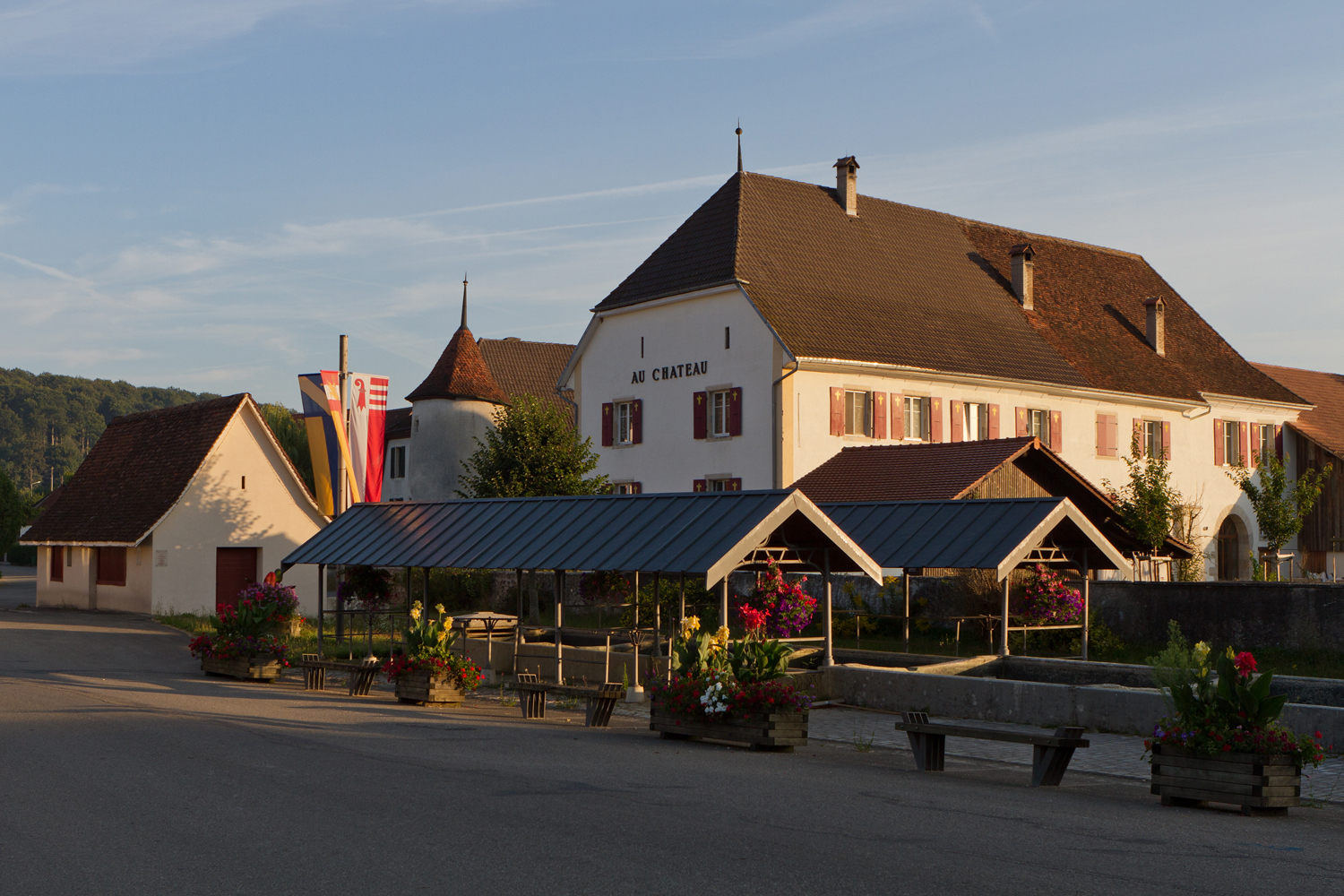
Schloss
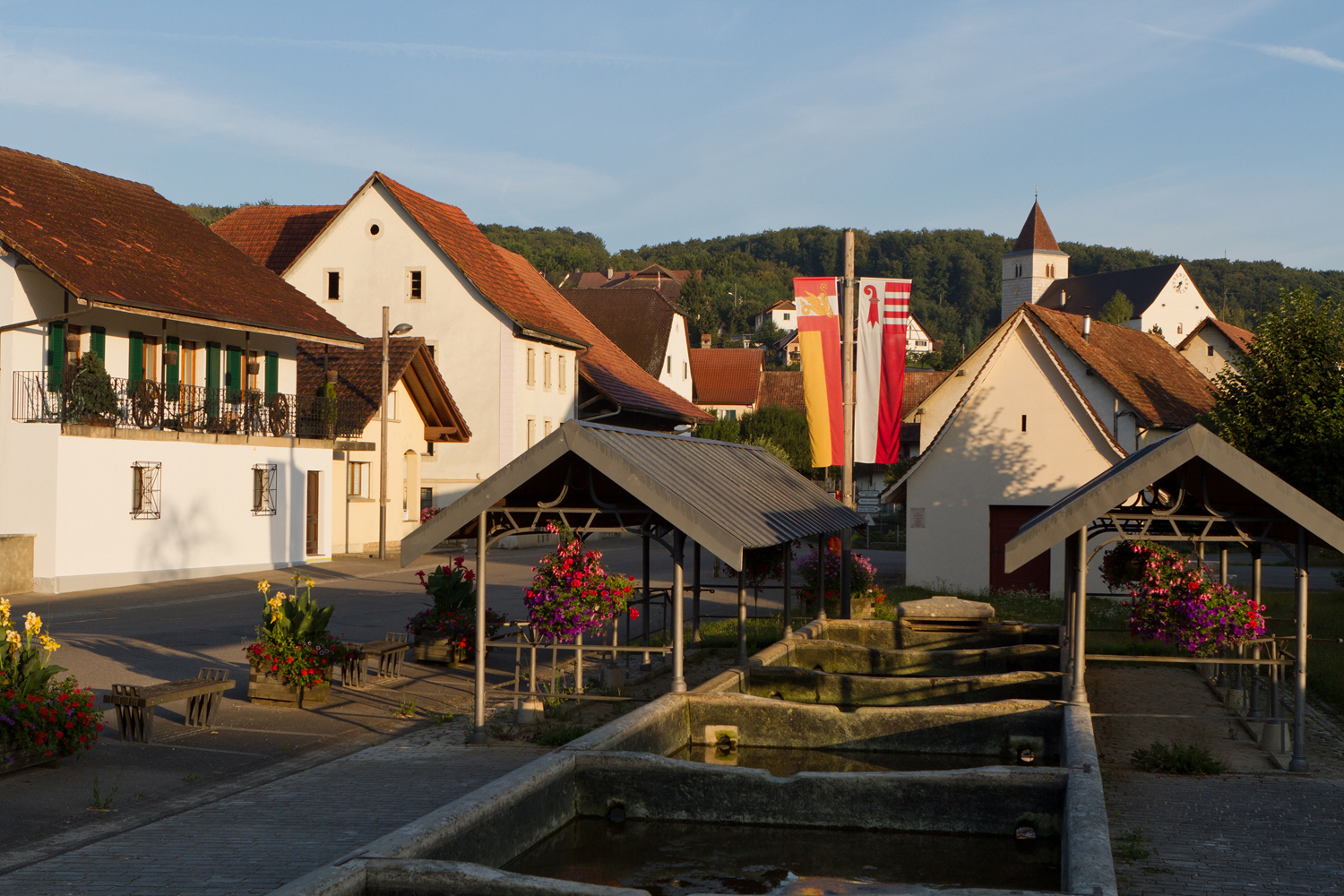
Waschhaus mit -brunnen
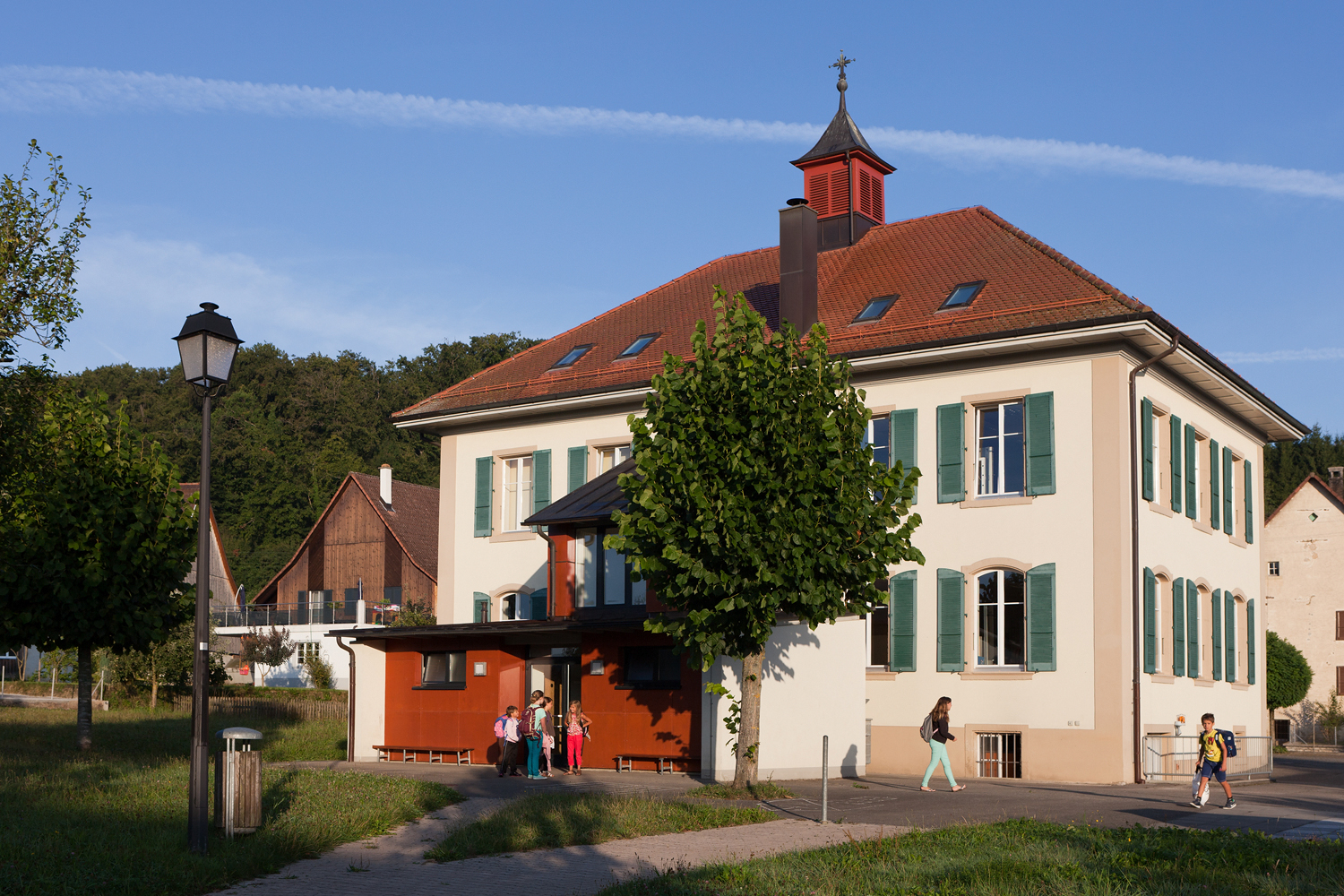
Schulhaus
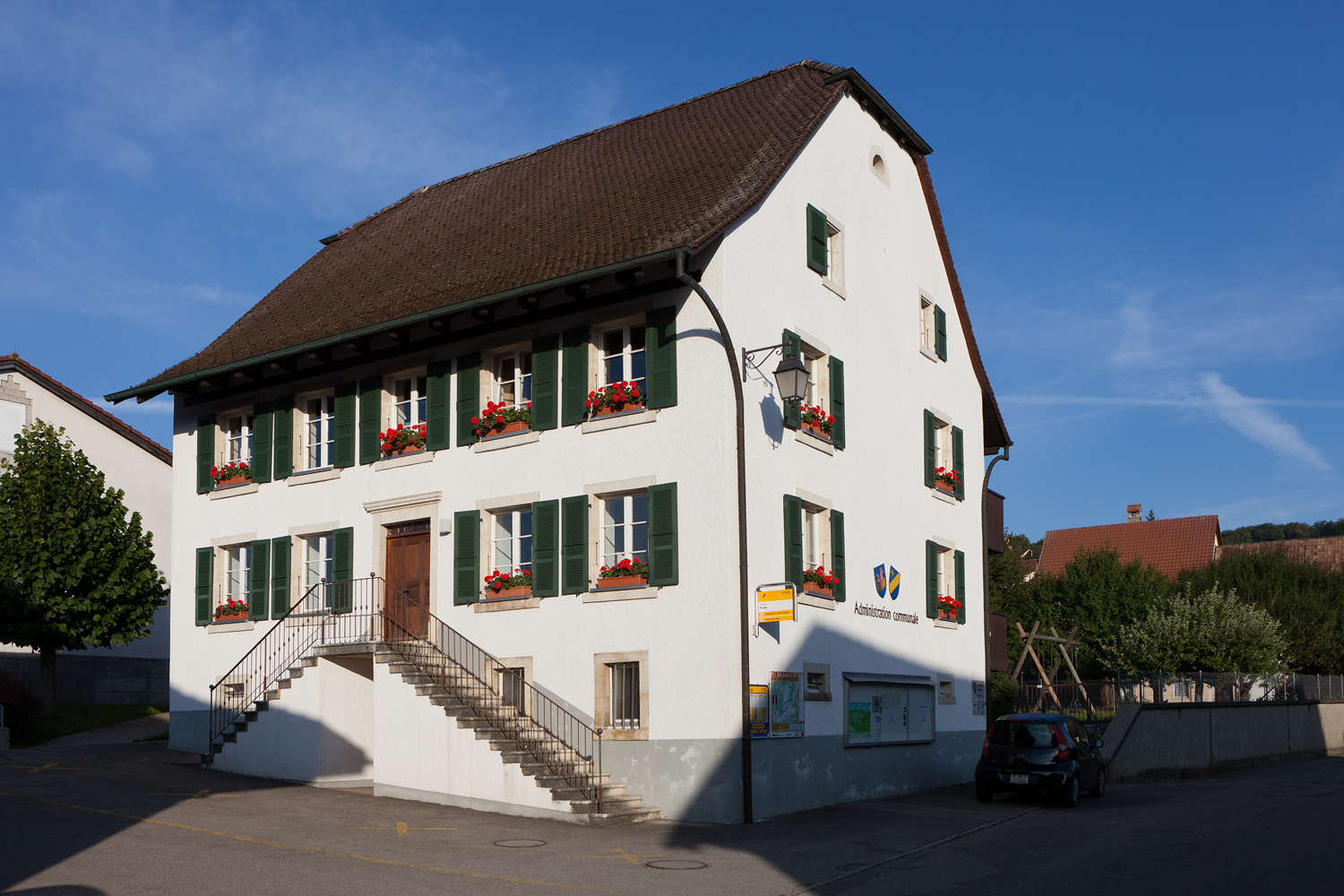
Gemeindehaus